# 大索斯施泰因山

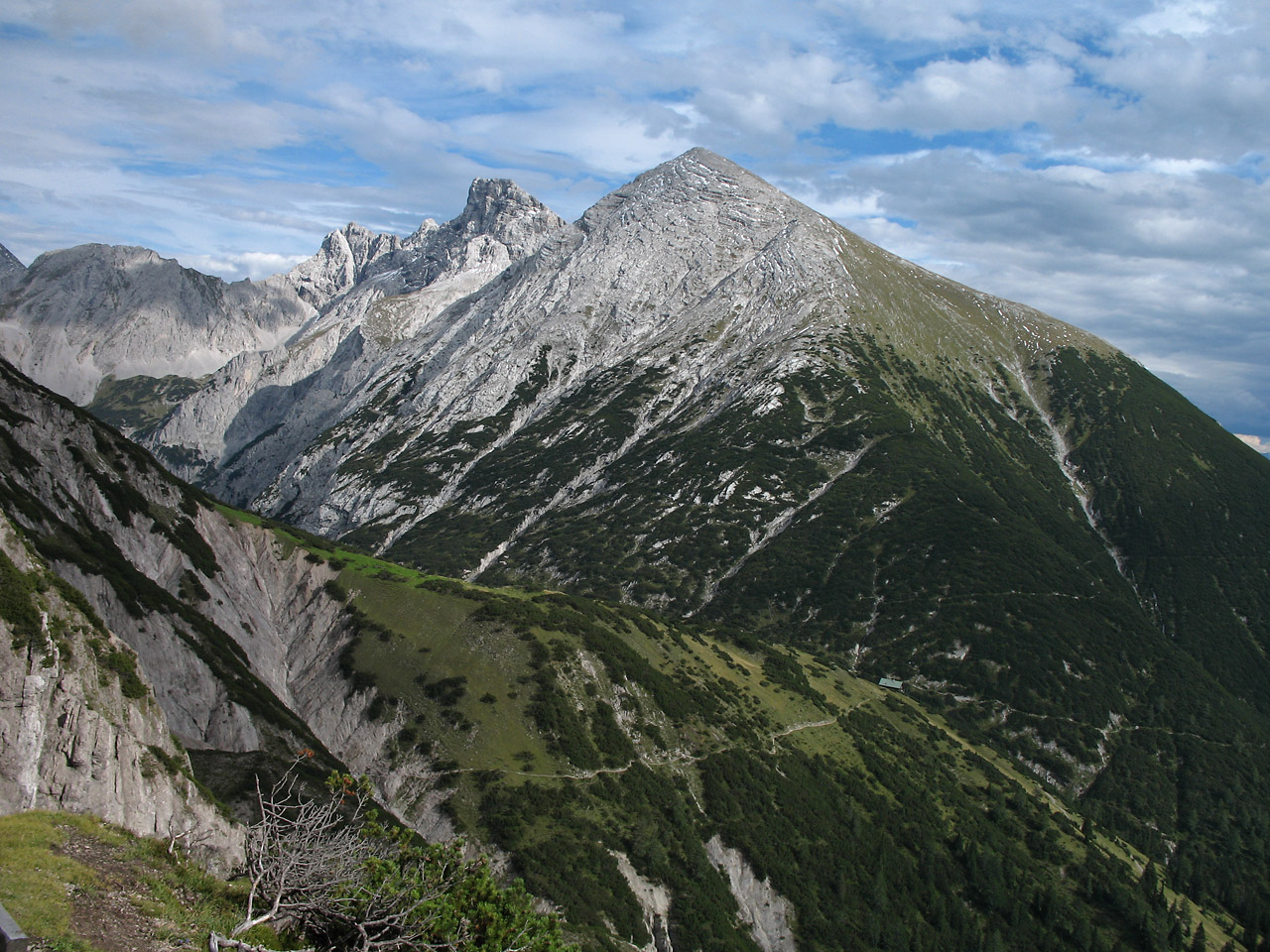

47°18′10″N 11°18′28″E / 47.30278°N 11.30778°E
大索斯施泰因山（德語：Großer Solstein），是奧地利的山峰，位於該國西部，由蒂羅爾州負責管轄，屬於卡爾文德爾山脈的一部分，海拔高度2,541米，每年平均降雨量1,666毫米，人類在1846年首次登頂。